# Hammarsjön, Härjedalen
Hammarsjön är en sjö i Härjedalens kommun i Härjedalen och ingår i Ljusnans huvudavrinningsområde. Sjön har en area på 0,196 kvadratkilometer och ligger 815,1 meter över havet. Sjön avvattnas av vattendraget Rosseln.

## Delavrinningsområde
Hammarsjön ingår i det delavrinningsområde (690353-135979) som SMHI kallar för Utloppet av Hammarsjön. Medelhöjden är 851 meter över havet och ytan är 1,51 kvadratkilometer. Det finns ett avrinningsområde uppströms, och räknas det in blir den ackumulerade arean 21,95 kvadratkilometer. Rosseln som avvattnar avrinningsområdet har biflödesordning 3, vilket innebär att vattnet flödar genom totalt 3 vattendrag innan det når havet efter 327 kilometer. Avrinningsområdet består mestadels av skog (30 procent), sankmarker (16 procent) och kalfjäll (42 procent). Avrinningsområdet har 0,2 kvadratkilometer vattenytor vilket ger det en sjöprocent på 12,9 procent.